# 陳懷皚
陳怀皑（1920年9月23日—1994年11月28日），原名鄭衍賢，男，福建福州長樂人，中國導演。陈凯歌的父親。
他執導許多故事片和京劇電影，與崔嵬合導京劇電影《穆桂英大戰洪洲》、《楊門女將》、《野豬林》、《平原作戰》。執導《宝莲灯》、《斩黄袍》、《辛安驿》、《三岔口》、《辕门斩子》 、《小放牛》、《游龙戏凤》、《刘海砍樵》、《鐵弓緣》等京劇電影。
他是陈凯歌電影《霸王別姬》的藝術指導。

## 生平
1941年秋，陈怀皑考入位于四川江安的国立戏剧专科学校（国立剧专），与导演谢晋是同班同学。这所学校当时是国内戏剧界的最高学府。1944年毕业后留校当助教，负责导演、剧本选读、名著选读等课程，并担任学校的演出总干事及“校友剧团”的舞台监督。1945年夏复迁重庆；抗战胜利后，学校迁回南京原址复课。1948年，由于组织放映了从苏联大使馆借来的一些苏联影片，并支持学生民主运动，被国民政府解聘。经曾经的老师张骏祥推荐，到香港永华影业公司任副导演，协助正在拍摄的影片《火葬》导演张骏祥在北平拍外景。陈怀皑又被华北剿总第二处与国防部保密局北平站列为“匪諜”嫌疑通缉，限期“自首”。陈怀皑投奔华北解放区，参与筹组华北大学第三文艺工作团，任戏剧队长，参与反映纺织工人斗争生活的同名京剧、话剧《红旗歌》编导工作。 
1949年中华人民共和国成立后，陈怀皑被调到中央电影局任副导演，时任中央电影局导演科科长黄粲。1951年，调刚创办的北京电影学院表演系任讲师。1953年，调北京电影制片厂演员剧团任话剧导演，执导了话剧《家》。1955年，借调长春电影制片厂拍摄《虎穴追踪》任副导演，该片导演黄粲。1956年调北京电影制片厂任导演，指导了《生活的浪花》、《百凤朝阳》等。与崔嵬、谢铁骊合导大量作品。
陈怀皑曾去农村参加四清运动一年，后又被勒令去社会主义学院学习。1966年8月文化大革命期间，陈怀皑因为战时的国民党身份被扣上“国民党分子、历史反革命、漏网右派”等帽子，并遭到批斗。
1994年11月28日，陈怀皑因肺癌逝世，享年74岁。